# بوني هونيغ
بوني هونيغ (بالإنجليزية: Bonnie Honig)‏ هي أستاذة جامعية أمريكية، ولدت في 1959.